# Leposoma percarinatum
Leposoma percarinatum är en ödleart som beskrevs av  Müller 1923. Leposoma percarinatum ingår i släktet Leposoma och familjen Gymnophthalmidae. IUCN kategoriserar arten globalt som livskraftig. Inga underarter finns listade i Catalogue of Life.